# Sphenella aureliani
Sphenella aureliani es una especie de insecto del género Sphenella de la familia Tephritidae del orden Diptera.

## Historia
Gheorghiu la describió científicamente por primera vez en el año 1985.